# Menedżer uruchamiania
Menedżer uruchamiania (ang. boot manager, multiboot boot loader) – program mający za zadanie umożliwienie wyboru konkretnego systemu operacyjnego przy starcie komputera. Menedżery uruchamiania zazwyczaj nie mieszczą się w całości w standardowym obszarze MBR (394 lub 446 bajtów), więc są ładowane przez własne programy rozruchowe. Po uruchomieniu menedżera można wybrać żądany system operacyjny z listy zainstalowanych wcześniej systemów lub opcję uruchomienia z płyty CD-Bootable, sieci lokalnej, USB itp.
Systemy operacyjne firmy Microsoft od DOS-u do Windows Millenium posiadały tylko programy rozruchowe. Nowsze systemy tej firmy, oparte na jądrze NT standardowo wyposażone są w menedżery uruchamiania, które jednak stosunkowo ciężko zmusić do współpracy z systemami spoza Microsoftu.
Większość obecnych systemów opartych na Uniksie lub Linuksie domyślnie instaluje menedżer uruchamiania (przeważnie GRUB lub LILO).
Istnieją także menedżery niezwiązane z producentem systemu operacyjnego. Jedne uniwersalne, czyli dające możliwość instalacji i konfiguracji niezależnie od posiadanego typu i wersji systemu operacyjnego. Inne możliwe do zainstalowania tylko na konkretnym systemie lub rodzinie systemów.